# Perito chimico
Il perito chimico (o tecnico delle industrie chimiche) è una figura professionale specializzata nelle tecniche, procedure e protocolli della chimica, applicati per mezzo di strumenti e analisi di laboratorio.
Il percorso di studi, sviluppato nell'ambito dell'ordinamento scolastico italiano vigente sino alla riforma scolastica Gelmini con le successive equipollenze, si articolava in un biennio comune e un triennio di specializzazione. Il corso di studi è confluito nell'Istituto tecnico tecnologico a indirizzo chimica, materiali e biotecnologie.
Il corso di studi fornisce nozioni per svolgere le seguenti attività professionali:
- Tecnico di laboratorio di analisi adibito a compiti di controllo nei settori: chimico, meccanico, merceologico, biochimico, farmaceutico, chimico-clinico, bromatologico, ecologico e dell'igiene ambientale;
- Tecnico addetto alla conduzione e al controllo di impianti di produzione di industrie chimiche;
- Operatore nei laboratori scientifici e di ricerca.

## Materie vecchio ordinamento

### III anno
Religione o attività alternative; Lingua e lettere italiane; Storia; Lingua straniera; Matematica;  Chimica fisica e laboratorio; Chimica organica, chimica biologica e laboratorio; Analisi chimica, elaborazione dati e laboratorio; Chimica industriale e impianti chimici; Educazione fisica.

### IV anno
Religione o attività alternative; Lingua e lettere italiane; Storia; Lingua straniera; Matematica; Chimica fisica e laboratorio; Chimica organica, chimica biologica e laboratorio; Analisi chimica strumentale, elaborazione dati e laboratorio; Chimica industriale, organizzazione industriale e laboratorio; Impianti chimici, disegno automazione e laboratorio; diritto ed economia industriale;  Educazione fisica.

### V anno
Religione o attività alternative; Lingua e lettere italiane; Storia; Lingua straniera; Matematica; Elementi di diritto e di economia; Chimica fisica e laboratorio; Chimica delle fermentazioni e laboratorio; Analisi chimica strumentale, elaborazione dati e laboratorio; Chimica industriale, organizzazione industriale e laboratorio; Impianti chimici, disegno; Automazione e laboratorio; Educazione fisica.

## Modifiche Riforma Gelmini
Con la riforma Gelmini che ha preso attuazione nel 2010 la denominazione di "Perito chimico" è diventata "Perito in Chimica e Materiali" nell'indirizzo generale. Sono anche nate nuove figure come il "Perito chimico in Biotecnologie Sanitarie" e il "Perito chimico in Biotecnologie Ambientali".
Le materie, come in tutti gli indirizzi oggetto della riforma, sono state riorganizzate e parzialmente modificate, ma sono sostanzialmente rimaste invariate le finalità.
Articolazione chimica e materiali
| Discipline                                        | 1° Biennio | 1° Biennio | 2° Biennio | 2° Biennio | V anno |
| Discipline                                        | I anno     | II anno    | III anno   | IV anno    | V anno |
| ------------------------------------------------- | ---------- | ---------- | ---------- | ---------- | ------ |
| Lingua e letteratura italiana                     | 4          | 4          | 4          | 4          | 4      |
| Lingua inglese                                    | 3          | 3          | 3          | 3          | 3      |
| Storia                                            | 2          | 2          | 2          | 2          | 2      |
| Matematica                                        | 4          | 4          | 4          | 4          | 3      |
| Tecnologie informatiche                           | 3          | -          | -          | -          | -      |
| Scienze e tecnologie applicate                    | -          | 3          | -          | -          | -      |
| Fisica                                            | 3          | 3          | -          | -          | -      |
| Chimica                                           | 3          | 3          | -          | -          | -      |
| Biologia e scienze della Terra                    | 2          | 2          | -          | -          | -      |
| Geografia generale ed economica                   | 1          | -          | -          | -          | -      |
| Tecnologie e tecniche di rappresentazione grafica | 3          | 3          | -          | -          | -      |
| Diritto ed economia                               | 2          | 2          | -          | -          | -      |
| Chimica analitica e strumentale                   | -          | -          | 7          | 6          | 8      |
| Chimica organica e biochimica                     | -          | -          | 5          | 5          | 3      |
| Tecnologie chimiche industriali                   | -          | -          | 4          | 5          | 6      |
| Scienze motorie e sportive                        | 2          | 2          | 2          | 2          | 2      |
| Religione cattolica o attività alternative        | 1          | 1          | 1          | 1          | 1      |
| Totale delle ore settimanali                      | 33         | 32         | 32         | 32         | 32     |

### Articolazione biotecnologie ambientali
| Discipline                                                   | 1° Biennio | 1° Biennio | 2° Biennio | 2° Biennio | V anno |
| Discipline                                                   | I anno     | II anno    | III anno   | IV anno    | V anno |
| ------------------------------------------------------------ | ---------- | ---------- | ---------- | ---------- | ------ |
| Lingua e letteratura italiana                                | 4          | 4          | 4          | 4          | 4      |
| Lingua inglese                                               | 3          | 3          | 3          | 3          | 3      |
| Storia                                                       | 2          | 2          | 2          | 2          | 2      |
| Matematica                                                   | 4          | 4          | 4          | 4          | 3      |
| Tecnologie informatiche                                      | 3          | -          | -          | -          | -      |
| Scienze e tecnologie applicate                               | -          | 3          | -          | -          | -      |
| Fisica                                                       | 3          | 3          | -          | -          | -      |
| Chimica                                                      | 3          | 3          | -          | -          | -      |
| Biologia e scienze della Terra                               | 2          | 2          | -          | -          | -      |
| Geografia generale ed economica                              | 1          | -          | -          | -          | -      |
| Tecnologie e tecniche di rappresentazione grafica            | 3          | 3          | -          | -          | -      |
| Diritto ed economia                                          | 2          | 2          | -          | -          | -      |
| Chimica analitica e strumentale                              | -          | -          | 4          | 4          | 4      |
| Chimica organica e biochimica                                | -          | -          | 4          | 4          | 4      |
| Biologia, microbiologia e tecnologie di controllo ambientale | -          | -          | 6          | 6          | 6      |
| Fisica ambientale                                            | -          | -          | 2          | 2          | 3      |
| Scienze motorie e sportive                                   | 2          | 2          | 2          | 2          | 2      |
| Religione cattolica o attività alternative                   | 1          | 1          | 1          | 1          | 1      |
| Totale delle ore settimanali                                 | 33         | 32         | 32         | 32         | 32     |

### Articolazione biotecnologie sanitarie
| Discipline                                                  | 1° Biennio | 1° Biennio | 2° Biennio | 2° Biennio | V anno |
| Discipline                                                  | I anno     | II anno    | III anno   | IV anno    | V anno |
| ----------------------------------------------------------- | ---------- | ---------- | ---------- | ---------- | ------ |
| Lingua e letteratura italiana                               | 4          | 4          | 4          | 4          | 4      |
| Lingua inglese                                              | 3          | 3          | 3          | 3          | 3      |
| Storia                                                      | 2          | 2          | 2          | 2          | 2      |
| Geografia generale ed economica                             | 1          | -          | -          | -          | -      |
| Matematica                                                  | 4          | 4          | 4          | 4          | 3      |
| Diritto ed economia                                         | 2          | 2          | -          | -          | -      |
| Scienze integrate (Biologia e scienze della Terra)          | 2          | 2          | -          | -          | -      |
| Scienze integrate (Fisica)                                  | 3          | 3          | -          | -          | -      |
| Scienze integrate (Chimica)                                 | 3          | 3          | -          | -          | -      |
| Tecnologie e tecniche di rappresentazione grafica           | 3          | 3          | -          | -          | -      |
| Tecnologie informatiche                                     | 3          | -          | -          | -          | -      |
| Scienze e tecnologie applicate                              | -          | 3          | -          | -          | -      |
| Chimica analitica e strumentale                             | -          | -          | 3          | 3          | -      |
| Chimica organica e biochimica                               | -          | -          | 3          | 3          | 4      |
| Biologia, microbiologia e tecnologie di controllo sanitario | -          | -          | 4          | 4          | 4      |
| Igiene, anatomia, fisiologia, patologia                     | -          | -          | 6          | 6          | 6      |
| Legislazione sanitaria                                      | -          | -          | -          | -          | 3      |
| Scienze motorie e sportive                                  | 2          | 2          | 2          | 2          | 2      |
| Religione cattolica o attività alternative                  | 1          | 1          | 1          | 1          | 1      |
| Totale delle ore settimanali                                | 33         | 32         | 32         | 32         | 32     |